# Scary Movie
Scary Movie (v češtině také Děsnej biják) je americká filmová komedie. Paroduje hororové filmy 90. let jako třeba Vřískot, Šestý smysl, Tajemství loňského léta, Obvyklí podezřelí, Matrix, Záhada Blair Witch, i horrorovou klasiku jako třeba Halloween.

## Děj
Film začíná scénou, kdy se dívka Drew Deckerová (Carmen Electra) chystá dívat se na film a dělá si popcorn a vtom jí zavolá tajemný muž, který se jí zeptá, jestli má ráda strašidelné filmy. Muž jí řekne, že se na ni dívá a má v plánu na ni zaútočit nožem. Drew uteče do zahrady a vrah ji pronásleduje, postupně ji svlékne do podprsenky a kalhotek. Když ji vrah bodne do ňadra, na noži mu zůstane silikonový implantát. Následně ji omylem srazí autem její otec, který je zaneprázdněn svou ženou, která mu provádí orální sex. Nakonec ji vrah zabije.
V další scéně je hlavní hrdinka Cindy Campbellová (Anna Farisová) se svým přítelem Bobbym Prinzem (Jon Abrahams) ve svém pokoji. Vtom do pokoje přijde Cindyin otec a Bobby se schová pod postel. Otec Cindy řekne, že odjíždí z města obchodovat se strýčkem Escobarem. Druhý den ráno se snaží u školy policie a novináři zjistit něco o smrti Drew Deckerové. Aby získala nějaké informace svede novinářka Gail Hailstormová retardovaného bratra Buffy Gilmoreové (Shannon Elizabeth) zvláštního strážníka Doofyho Gilmorea (Dave Sheridan). Skupina přátel (Cindy, Brenda Meeksová (Regina Hallová), Greg Phillipe (Lochlyn Munro), Ray Wilkins (Shawn Wayans), Bobby a Buffy) se shromáždí u fontány a baví se o tom, jak se vražda odehrála právě rok po jejich autonehodě.
Následuje flashback, ve kterém jede skupina autem, pije alkohol, a Bobby omylem srazí muže. Všichni okamžitě předpokládají, že je muž mrtvý, ale ten je pouze omráčen. Cindy chce zavolat policii, ale Greg s ostatními se rozhodnou ho hodit do moře. Muž se během přesunu do kufru auta několikrát probere, ale někdo ho vždy náhodně omráčí, aniž by si toho někdo jiný všiml. Poté, co ho hodí do moře se dohodnou, že to nikomu neřeknou.
Když Cindy sedí ve školní učebně, dostane vzkaz, že někdo ví, co dělala vloni o Halloweenu. Ta začne vzpomínat na svoje rande s Bobbym a hned na to dostane vzkaz: "Ne, ty huso. Myslím toho mrtvýho chlápka." a vyděsí se. Během školní soutěže o královnu krásy chce Buffy předvést dramatickou etudu, ale vidí, jak vrah zabíjí Grega a žádá obecenstvo o pomoc. Všichni si ale myslí, že to je její číslo, a nepomohou. Buffy nakonec vběhne do zákulisí, kde se dozví, že vyhrála, náhle zapomene na Grega a vrátí se na pódium, kde slaví svůj úspěch. Stejnou noc je vrahem napadena Cindy, ale zavolá policii a vrah uteče. Pak je nalezen se stejnou maskou a nožem Bobby a je zatčen. Cindy jde spát k Buffy domů, vrah jí tam znovu zavolá, a Bobby je díky tomu osvobozen.
Druhý den se Buffy vysmívá Cindy kvůli jejímu strachu z vraha a když je ponechána o samotě, vrah ji napadne. Buffy nemá strach a paroduje klišé hororů devadesátých let. Předstírá, že je vyděšená, utíká dokola, upadne, zlomí si nohu, prosí vraha o to, aby ji nechal, dovolí mu, aby jí usekl hlavu. I po tom stále mluví, vrah neví, co s ní má dělat, a hodí její hlavu do ztrát a nálezů.
V další scéně jsou Ray a Brenda v kině na filmu Zamilovaný Shakespeare. Ray odejde na záchod, kde již poněkolikáté během filmu ukáže, že je gay, a je mu probodena hlava mužským penisem. Pak si vrah sedne v kině vedle Brendy, ta po celou dobu filmu mluví a začne i telefonovat. Když si vrah pomalu chystá nůž, aby ji zabil, někdo z obecenstva mu ho vezme a Brendu probodne. Pak ji začnou bodat všichni z publika a Brenda zemře před filmovým plátnem.
Protože nechce Cindy zůstat přes noc doma sama, uspořádá párty. Během párty vrah zavraždí Shortyho spolubydlící. Pak zaútočí na Cindy a Bobbyho. Oba utečou a Bobby řekne, že on a Ray, který přežil "vraždu penisem", jsou dva vrahové, kteří spolu chtějí začít nový homosexuální život v Los Angeles, ale předtím musí odstranit všechny své známé.
Bobby zastřelí Shortyho, pak se s Rayem připravují na vraždu Cindy. Ale když řeknou, že napodobují reálného vraha, reálný vrah se objeví a oba je zabije. Pak Cindy a vrah předvedou souboj ve stylu Matrixu, vrah uteče. Na policejní stanici Cindy přijde na to, že vrahem byl ve skutečnosti Doofy. Následuje záběr na to, jak Doofy, zbaven svého šíleného vzhledu, skáče do auta Gail Hailstormové a společně ujíždějí. Film končí, jak šerif a Cindy vyběhnou ven a uvidí unikajícího Doofyho. Cindy začne řvát "NEEEEEEE" a srazí ji auto.